# GMP-AMP cyclique
La guanosine monophosphate-adénosine monophosphate cyclique, ou GMP-AMP cyclique (GAMPc), est le premier dinucléotide identifié chez des métazoaires. Chez les mammifères, le GAMPc est synthétisé à partir de GTP et d'ATP par la GMP-AMP cyclique synthase (cGAS) en présence d'ADN cytosolique. La particularité de ce dinucléotide est de présenter deux liaisons phosphodiester différentes : une liaison entre le 3’-OH de l'AMP et le 5’-Pi du GMP d'une part, mais une liaison entre le 2’-OH du GMP et le 5’-Pi de l'AMP d'autre part,,,. Cette liaison phosphodiester 2’–5’ unique pourrait présenter l'avantage d'être moins susceptible d'être dégradée par des 3’–5’ phosphodiestérases. Elle permet en outre au GAMPc de se lier à plusieurs variantes alléliques de la protéine STING humaine, contrairement à un dinucléotide formé uniquement de liaisons phosphodiester 3’–5’.
Cette molécule, notée 2’3’-GAMPc pour souligner la dissymétrie de ses liaisons phosphodiester, fonctionne comme un second messager endogène induisant la production d'interférons de type I par activation de la protéine STING,. On a également montré chez la souris que le GAMPc est un adjuvant efficace activant la production d'anticorps ainsi que l'immunité cellulaire. Elle assure une fonction antivirale dans les cellules où elle est produite, mais peut également franchir les membranes plasmiques par transport passif pour agir sur les cellules voisines. Elle peut également être portée par des lentivirus, comme le VIH, des poxvirus et des herpèsvirus : on a pu montrer que le GAMPc apporté par ces virus donne un signal antiviral à des cellules en culture lorsque ces dernières sont infectées ; on pense en revanche que certains de ces virus, notamment le VIH, sont capables de se soustraire à cet effet antiviral.